# Aide humanitaire accordée par les Émirats arabes unis
Les Émirats arabes unis, comme d'autres États, accordent des aides humanitaires. 
Ils comptent, selon le think tank URD, parmi les pays les plus actifs dans le travail humanitaire.

## Part du revenu national brut consacré à l'humanitaire
En 2014[réf. souhaitée], comme en 2013, les Émirats Arabes Unis auraient consacré la par la plus importante de leur RNB aux aides publiques au développement (APD) comparativement aux autres États, avec 1,17 % du revenu national brut (4,89 milliards de dollars), devant la Suède (1,10 %), le Luxembourg (1,07 %) et la Norvège (0,99 %).
Ces dons ont contribué au renforcement de la position des Émirats arabes unis dans le domaine du travail humanitaire. Ainsi, en juillet 2014, l'Organisation de Coopération et de Développement Économique (OCDE) annonce officiellement que les Émirats arabes unis participent à sa commission d'aide au développement de cette organisation.
Pour William Guéraiche, cette importance donnée à l'aide humanitaire est un choix d'image et une politique diplomatique : « La politique étrangère de Dubaï, depuis toujours, se veut tournée vers l’humanitaire. Et l’émirat, comme probablement aucun autre endroit au monde, s’est construit comme une marque, en suivant des règles de marketing. Il faut être numéro un et le faire savoir. ». Cette vitrine lui permet de donner une image plus positive que celle des conditions d'accueil réservées  sur son territoire aux ouvriers bon marché.

## Typologie de l'aide publique au développement
Selon un rapport publié par le ministère des affaires étrangères en 2014[réf. nécessaire], durant ces six dernières années, les Émirats arabes unis ont offert des aides humanitaires aux réfugiés dans 71 pays autour du monde. Quelque 2,6 milliards et 858 millions de dirhams ont été investis dans des campagnes de lutte contre la poliomyélite dans des pays pauvres, ainsi que la réalisation de plusieurs projets d'alimentation en eau potable et d'assainissement.
Par ailleurs, le total des prêts et des subventions accordé par le Fonds d'Abu Dhabi pour le développement, vers la fin du premier semestre de l'année 2013, a été estimé à 58,4 milliards de dirhams[réf. nécessaire].
Durant les trois dernières années, faisant preuve de « diplomatie compassionnelle », le pays a lancé plusieurs initiatives et projets humanitaires, dont ont bénéficié plusieurs pays voisins, notamment le projet Emirati d'aide au Pakistan, qui a coûté plus de 113 millions de dollars, ainsi que le projet de soutien aux efforts internationaux afin d'éradiquer le poliomyélite, qui est censé être achevé vers l'année 2018. 
Cependant, les Émirats arabes unis n'accueillent pas de réfugiés syriens, malgré la crise actuelle dans cet autre pays et le flux de migrants qu'il engendre vers le Liban et la Jordanie.